# Кабанье (станция)
Кабанье (укр. Кабаннє) — пассажирская и грузовая железнодорожная станция посёлка городского типа Краснореченское. Относится к Луганскому отделению Донецкой железной дороги. Линия не электрифицирована. Участок железной дороги однопутный, однако до 2007 года был двухпутный. На станции делают остановку как пассажирские поезда дальнего следования, так и пригородные дизель поезда.

## История

### Ранняя история станции
История железнодорожной станции тесно связана со строительством большого количества промышленных предприятий в городе Лисичанск. В городе возникла проблема доставки продукции в другие регионы государства, в связи с чем и было решено строить железную дорогу в данном регионе. Более того, одним из тех, кто призывал к строительству железной дороги в Лисичанске, был Дмитрий Менделеев.
Станция Кабанье была открыта 17 декабря 1895 года одновременно с участком железной дороги Лисичанск — Купянск, на котором она и расположена. Название станции было такое же, как и у посёлка, в котором она расположена (впоследствии название посёлка было изменено). Открытие станции позволило связать посёлок со многими крупными городами Российской империи. На момент открытия участок был однопутным, но уже в 1903 году был проложен второй путь (который в данный момент снова разобран).
Участок, на котором расположена станция, как и вся тогдашняя Донецкая каменноугольная железная дорога, был построен акционерным обществом «Донецкая дорога», владельцем которого был русский промышленник и меценат Савва Иванович Мамонтов.
Особо активное движение поездов по станции наблюдалось в период 70-х — 80-х годов XX столетия. В связи с этим проект электрификации участка Сватово — Попасная, который впоследствии оказался неосуществлённым.

### Современная история станции
После распада СССР начались массовые отмены пригородных поездов по всей Донецкой железной дороге. В связи с этим количество пригородных поездов, следовавших через станцию, значительно уменьшилось.
Учитывая, что проект электрификации станции остался неосуществленным, «Укрзализныця» неоднократно планировала отменить движение пассажирских поездов дальнего следования через станцию (последний раз — в 2012 году), и перенаправить их в объезд по электрифицированным линиям. Однако, что пассажиропоток на всей линии Сватово — Попасная достаточно высокий, в конечном итоге пассажирское сообщение через станцию осталось.
Но при этом в 2007 году на участке железной дороги Рубежное — Купянск был разобран второй путь, и теперь железная дорога, проходящая через станцию, является одноколейной.

### Станция после возникновения вооружённого конфликта на востоке Украины
Военные события, происходящие на востоке Украины с весны 2014 года, не могли не повлиять на работу станции. Начиная с 22-го мая 2014 года «Укрзализныця» на неопределённый срок закрыла движение поездов на участке Сватово — Лисичанск в связи с блокировкой железнодорожного моста на 942-м километре перегона Насветевич — Рубежное. При этом пригородные поезда были отменены, а пассажирские поезда дальнего следования изменили маршрут и ехали в объезд станции. 5-го июня 2014 года вышеуказанный железнодорожный мост был взорван.
Постепенно ситуация в городе начала стабилизироваться, но восстановить пассажирское сообщение из-за взорванного моста было невозможно. Но, учитывая потребность местных жителей в железнодорожном сообщении, «Укрзализныця» 6-го сентября 2014 года за свой счёт начала ремонт моста. Через несколько недель, 23-го сентября ремонт моста был завершен, и уже на следующий день после длительного перерыва на станцию вновь прибыл первый пригородный поезд — и пригородное движение было восстановлено до станции Сватово и станции Венгеровка.
Возобновление движения пассажирских поездов дальнего следования через станцию изначально не планировалось. Тем не менее, оно всё же было возобновлено, но немного позже. Так 31-го октября в направлении Лисичанска отправился первый поезд из Киева, и с 1-го ноября через станцию вновь курсируют поезда дальнего следования. Это был поезд № 532/531 сообщением Киев — Лисичанск. Позднее, начиная с 16-го ноября, до станции был продлен поезд из Харькова № 609/610, который ранее следовал до станции Рубежное.
Начиная с 21-го ноября 2014 года все пригородные поезда, следующие через станцию, вновь были полностью отменены. Причина отмены кроется в отсутствии финансирования государственного предприятия «Донецкая железная дорога». Немного позднее, ряд СМИ распространили информацию о возобновлении курсирования пригородных поездов через станцию с 28 ноября, однако на деле этого не произошло — информация оказалась ложной.
29-го декабря 2014 года был зарегистрирован законопроект, согласно станция часть инфраструктуры Донецкой железной дороги, которая расположена на подконтрольной Украине территории, временно должна быть передана Приднепровской и Южной железным дорогам. В частности, моторвагонное депо Сватово, на балансе которого находится подвижной состав, совершающий пригородное сообщение через станцию Лисичанск, а также сама станция Лисичанск, должны быть переданы под управление Южной железной дороги.
Несмотря на то, что данное распоряжение не было введено в действие — и станция осталась под управлением ДонЖД, после введения данного распоряжения было введено в действие, пригородное сообщение было возобновлено и начиная с конца января осуществляется в направлении станций Сватово, Купянск-Узловой (через Сватово) и Переездная.
Начиная с 31-го января 2015 года со станции Лисичанск некоторое время производилась эвакуация жителей с территории зоны боевых действий. .К сожалению, обстановка была напряженной, поэтому Харьковский поезд был отменён, а составность вагонов Киевского поезда была существенно уменьшена — поезд следовал в составности только 11 вагонов вместо 18-и.
Начиная с 29-го мая, в связи со стабилизацией обстановки, произошло возобновление движения пригородных поездов до станции Попасная. Изначально это была одна пара, но постепенно все поезда стали следовать именно до станции Попасная вместо Переездная.
В летний период 2015 года, в связи со стабилизацией ситуации, пассажиропотоки существенно увеличивались. Это, конечно же, повлияло и на пассажирские перевозки. Так, уже весной составность поезда № 532/531 была снова увеличена, а уже с августа было восстановлено курсирование поезда № 609/610 в сообщении Харьков — Лисичанск. Результат был успешным, и как результат — уже в октябре была запущена вторая пара поездов Харьков — Лисичанск.
В связи с взрывами боеприпасов на военных складах в городе Сватово 29-го октября 2015 года, движение поездов было изменено — пассажирские поезда заходили на станцию с противоположной горловины, и следовали согласно диспетчерскому графику. Такое движение поездов сохранялось примерно неделю. Примечательно, что конечной станцией следования всех поездов была станция Рубежное вместо Лисичанска, хотя поезда также проходили и станцию Лисичанск.
13-го декабря 2015 года был введён новый график, согласно которому все поезда стали не временными, а круглогодичными. Так, поезд сообщением Киев — Лисичанск поменял номер с 532/531 на 134/133, а сами вагоны стали более новыми. Кроме этого, поезда, следующие до Харькова, стали курсировать с более удобным графиком.
В связи с большими пассажиропотоками, при переходе на зимнее время в 2016 году до станции был запущен второй поезд из Киева, которая изначально была ежедневно, но затем стала курсировать через день. Речь идёт о поезде Хмельницкий — Лисичанск.
Начиная с 10-го декабря, через станцию стал курсировать новый поезд из Ужгорода. В связи с этим ряд несколько поездов (один из Киева и один из Харькова, но при этом жители города получили беспересадочное сообщение с другими городами западной Украины.
Осенью 2018 года, через станцию было увеличено пассажирское сообщение. В частности, с 28го октября, то есть после перехода на зимнее время, Харьковский поезд был продлён до станции Днепр(Днепропетровск).

## Дальнее следование по станции
Согласно графику, движения пассажирских поездов на 2018/2019 года, через станцию следуют три ежедневных поезда дальнего следования.
Поезд № 138/137 сообщением Хмельницкий — Лисичанск формирования Юго-Западной железной дороги предоставляет, прежде всего, жителям города железнодорожное сообщение со столицей Украины — с городом Киев, а также с другими городами и областными центрами. Обычная составность поезда — 18 вагонов, из которых 12 вагонов — плацкартные (№ 1 — № 6, № 13 — № 18), 5 вагонов — купейные (№ 7, № 8, № 9, № 11, № 12), а также присутствует вагон СВ (№ 10). При этом несмотря на то, что на маршрутных досках указано название поезда «ПОДІЛЛЯ», сам поезд, как и вагоны в нём являются нефирменными.
Поезд № 045/046 сообщением Ужгород — Лисичанск формирования Львовской железной дороги также является ежедневным, и при этом является самым длинным поездом Украины, маршрут которого не выходит за пределы государства. В графике на 2018/2019 год основная длина составов данного поезда — 14 вагонов также разного типа: есть плацкартные (№ 8 — № 14), купейные (№ 1 — № 5, № 7), а также вагон СВ (№ 6). Впрочем, де-факто, как правило, добавляются дополнительные вагоны разных типов, которые принадлежат другим дорогам — Южной и реже — Одесской железным дорогам. В графике этого года все вагоны поезда — нефирменные, хоте ранее часть плацкартных вагонов имели коэффициент фирменности 2-го класса.
Поезд № 140/139 сообщением Днепр (бывший Днепропетровск) — Лисичанск является основным де-факто поездом, который предоставляет железнодорожное сообщение не только в город Днепр (бывший Днепропетровск), но и в город Харьков, так как ранее маршрут поезда был ограничен до Харькова, а корреспонденция по пассажиропотоку показывает, что бо́льшая часть пассажиров едет этим поездом именно до Харькова. В отличие от вышеприведённых поездов, этот поезд является пассажирским, а не скорым, но при этом его маршрутная скорость движения не отличается. Следует при этом отметить, что, в отличие от остальных поездов, данный следует до станции Харьков-Пассажирский более длинным маршрутом через станцию Святогорск. Согласно служебному расписанию — длина поезда составляет 15 вагонов из которых 8 плацкартных (№ 6 — № 13) и 7 купейных (№ 1 — № 5, № 14 — № 15). Впрочем, де-факто в обычные дни количество вагонов в данном поезде, как правило, является меньшим.
| № поезда | Маршрут движения                          | № поезда | Маршрут движения                          |
| -------- | ----------------------------------------- | -------- | ----------------------------------------- |
| 045      | Ужгород — Лисичанск                       | 046      | Лисичанск — Ужгород                       |
| 137      | Хмельницкий — Лисичанск                   | 138      | Лисичанск — Хмельницкий                   |
| 139      | Днепр (бывший Днепропетровск) — Лисичанск | 140      | Лисичанск — Днепр (бывший Днепропетровск) |

## Пригородное сообщение по станции
Согласно графику движения пригородных поездов на 2018/2019 год, через станцию проходят ежедневно в каждом направлении по пять пар пригородных поездов. Дизеля при этом ходят равномерно в течение суток, в том числе и в ночное время.
В чётном направлении пригородные поезда следуют до станции Попасная в количестве пяти штук, в то время как в нечётном направлении поезда следуют до станции Сватово в таком же количестве.
Примечательно, что один из поездов следует не от станции Сватово, а от станции Купянск-Узловой, проходя при этом через Сватово. В то же время, в обратном направлении чтобы добраться до станции Купянск-Узловой, по станции Сватово придётся делать пересадку. Впрочем, дизель-поезда являются согласованными.
Следует отметить, что ряд пригородных поездов согласованы с пассажирскими поездами дальнего следования.
По станциям Купянск-Узловой и Камышеваха пассажиры имеют возможность пересесть на пригородные поезда других направлений.
Все пригородные поезда, следующие через станцию, представлены моделями дизельных поездов Д1, которые обслуживаются моторвагонным депо РПЧ-5 станции Сватово.
| № поезда | Маршрут движения           | № поезда | Маршрут движения   |
| -------- | -------------------------- | -------- | ------------------ |
| 6439     | Сватово — Попасная         | 6440     | Попасная — Сватово |
| 6441     | Сватово — Попасная         | 6442     | Попасная — Сватово |
| 6443     | Сватово — Попасная         | 6444     | Попасная — Сватово |
| 6329     | Купянск-Узловой — Попасная | 6332     | Попасная — Сватово |
| 6447     | Сватово — Попасная         | 6448     | Попасная — Сватово |

## Интересные факты
- Во времена открытия станции посёлок городского типа, в котором она расположена, имел аналогичное название — Кабанье. В дальнейшем в 1973 году посёлок получил новое название — Краснореченское. Однако железнодорожная станция носит по прежнему старое название;
- Старое название посёлка на украинском языке — Кабання. При этом железнодорожная станция на украинский язык переводится как Кабанне. Однако такое название противоречит правилам украинского языка;
- В связи с некорректностью названия, в разных расписаниях движения поездов станция может называться на украинском языке так же по-разному: Кабанье, Кабаньє, Кабаннє, Кабан 'є. Однако все такие названия также противоречат правилам украинского языка;
- В связи со старым названием станции очень часто обычные люди в разговорной речи называют посёлок по старому названию — Кабанье, а не Краснореченское. При этом в других городах Луганской области, таких как Кременная (ж/д станция Кременное) или Алчевск (ж/д станция Коммунарск) такой особенности не наблюдается.